# Jens-Michael Gossauer
Jens-Michael Gossauer (1993) es un deportista suizo que compite en duatlón. Ganó tres medallas en el Campeonato Mundial de Duatlón de Larga Distancia entre los años 2019 y 2024.

## Palmarés internacional
| Campeonato Mundial | Campeonato Mundial | Campeonato Mundial | Campeonato Mundial |
| Año                | Lugar              | Medalla            | Prueba             |
| ------------------ | ------------------ | ------------------ | ------------------ |
| 2019               | Zofingen (Suiza)   | Medalla de plata   | Individual         |
| 2021               | Zofingen (Suiza)   | Medalla de plata   | Individual         |
| 2024               | Zofingen (Suiza)   | Medalla de bronce  | Individual         |